# アウグスト・フロイント
アウグスト・フロイント（August Freund、1835年7月30日-1892年2月28日）は、オーストリアの化学者で、1881年にシクロプロパンを初めて合成した。
フロイントは、1835年にオーストリア＝ハンガリー帝国（現在はポーランド）のケンティで生まれた。チェシンのギムナジウムを卒業した後、彼はリヴィウ、後にライプツィヒで薬学を学んだ。1856年から1858年までリヴィウ大学で学び、薬学の修士号を取得した。その後、石油の研究を行いながら、レオポルト・フォン・ペバルの助手となった。1861年までテルノーピリのギムナジウムで、その後1869年までリヴィウの中等教育学校で教鞭をとった。その後博士課程の研究を始め、1871年にライプツィヒ大学で博士号を取得した。1872年にリヴィウ工科大学で化学の教授となり、発酵、石油、ケトン等について教えた。分析化学部の学部長となり、1978年からは技術化学部長となった。また、3度総長に選ばれた。
1881年には、1,3-ジブロモプロパンを金属ナトリウムとともに加熱するシクロプロパンの合成法を発見した。この方法には、現在彼の名前が付けられている。彼はいくつかの化学反応を起こさせるだけのシクロプロパンを合成できた。
フロイントは、1892年に死去した。

## 主な著作
- August Freund (1861) "Beiträge zur Kenntniss der phenylschwefligen und der Phenylschwefelsäure" (Contributions to our knowledge of phenylsulfurous and phenylsulfuric acids), Annalen der Chemie, 120 (1) :  76–89.
- August Freund (1861) "Ueber die Natur der Ketone" (On the nature of ketones), Journal für praktische Chemie, 82 (1) :  214-231.
- August Freund, Zarys chemii do użytku szkół gimnazyalnych [Outline of chemistry for use in gymnasiums] (Lviv, Austria-Hungary: I. Zwiazkowa, 1883) [in Polish].